# Juliusz Nepos
Juliusz Nepos, Iulius Nepos (ur. ok. 430, zm. 9 maja 480) – cesarz zachodniorzymski od 19/24 czerwca 474 do 28 sierpnia 475.
Nepocjan ojciec Juliusza Neposa wsławił się za cesarza Majoriana w walkach ze Swebami w Hiszpanii. Jeszcze głośniejsze imię zdobył wuj, Marcellinus, przyjaciel Aecjusza, dowódca wojsk i niemal udzielny władca w Dalmacji, zasłużony w walce z Wandalami na Sycylii za Majoriana i potem Antemiusza, zdradziecko zamordowany na tej wyspie w 468 roku.
Juliusz Nepos był dowódcą wojsk na Zachodzie w latach 458–461 i w Dalmacji (magister militum Dalmatiae, ok. 468–474). Poślubił w 472 krewną (prawdopodobnie siostrzenicę) Weryny, żony cesarza wschodniorzymskiego Leona I. Był cesarzem zachodniorzymskim od 19/24 czerwca 474 do 28 sierpnia 475 po obaleniu Gliceriusza, a wysłany do Italii przez cesarza Leona.
Mianował w 474 głównodowodzącym wojskami (magister militum praesentalis) Ekdycjusza, który bronił w tym czasie Augustonemenum (obecnie Clermont-Ferrand) i nadał mu tytuł patrycjusza. Zawarł z Wizygotami pokój i oddał im rejon Owernii w zamian za Prowansję i na miejsce Ekdycjusza w 475 mianował Orestesa. Ten po kilku miesiącach zbuntował się i zaatakował Rawennę, a na tronie cesarskim osadził swego syna Romulusa. Nepos uciekł do Dalmacji, gdzie utrzymał władzę aż do śmierci. W 477 próbował odzyskać tron przy pomocy Zenona, którego namawiała do pomocy Weryna. Jednakże cesarz musiał niechętnie uznać władzę Odoakra w Italii. Nepos został zabity 9 maja 480 prawdopodobnie z rozkazu swego poprzednika, Gliceriusza, który wtedy był biskupem Salony, przez dwóch swoich żołnierzy.
W 474 władzę nad miastem Vaison przejęli spod władzy Burgundów miejscowi arystokraci i podporządkowali się Juliuszowi Neposowi. Władza Juliusza Neposa właściwie ograniczała się do Italii, odzyskanej w 475 Prowincji (Prowansji). W tym samym roku zwolnił Wizygotów i Burgundów z obowiązków sojuszników rzymskich (foederati), co formalnie dawało im swobodę działania w Galii i Hiszpanii. Odizolowane części Galii uznawały jeszcze jego zwierzchnictwo, ale były zdane już wyłącznie na swoje siły i możliwości oraz układy z barbarzyńskimi królestwami Franków, Burgundów i Wizygotów.
Późniejszy pan Italii Odoaker przez jakiś czas bił monety z wizerunkiem Neposa.